# Яким Цветанов
Яким Цветанов Стаменков е голям български строителен предприемач и индустриалец.

## Биография
Роден през 1878 година в село Радибуш, (Паланечко) тогава в Османската империя. Емигрира в София. Участва като делегат от Паланечкото благотворително братство в обединителния конгрес на Македонската федеративна организация и Съюза на македонските емигрантски организации от януари 1923 година.  Развива строителен бизнеср като фирмата му изпълнява следните проекти:
- Второто крило на Българската земеделска банка;
- Полагането на бетонните основи на църквата „Свети Александър Невски“;
- Софийските минерални бани;
- Второто крило на Държавната печатница;
- Зданието на д-во „Всехъ Скорбящихъ Радость;
- Пристройката етаж на Народна банка;
- Книжния склад на Софийската банка;[1]
- Министерство на земеделието;
- Американския колеж в София (заедно с Братята Лазар и Георги Киселинчев);[3]
- Училища „Отец Паисий“;
- Агрономическия факултет в София – арх. Овчаров;[4]
- Българска народна банка – арх. Цолов и арх. Василев;
- Секурационе Дженерале „Витоша“ София, ул. Московска №5;
- Читалище и хотел „Славянска беседа“ (1939) (заедно с Братята Лазар и Георги Киселинчев);[5]
- Железничарският дом до Централната гара;
- Сградата на кино „Левски“ (1946);[6]
- Шосето Пловдив – Пазарджик;
- Студентски дом – срещу паметника на „Цар Освободител“
- КООП Севастопол на ул, „Г. С. Раковски“ и пл. „Славейков“;
- Сградата на Съюза на популярните банки – арх. Овчаров;
- Безплатно – водопровод и канализация на Горнобански път.

След 1944 година работи две години като технически ръководител в „Софболстрой“ и много други частни и обществени сгради.
Цветанов спонсорира Вътрешната македонска революционна организация.
Умира през 1973 година в София.